# Byhalia, Mississippi
Byhalia är en ort i Marshall County i den amerikanska delstaten Mississippi med en yta av 7,4 km² och en folkmängd som uppgår till 706 invånare (2000).
Nobelpristagaren i litteratur William Faulkner avled år 1962 på Wright's Sanitarium i Byhalia.

## Kända personer från Byhalia
- Jan Bradley, soulsångare